# 三義建中國小奉安所

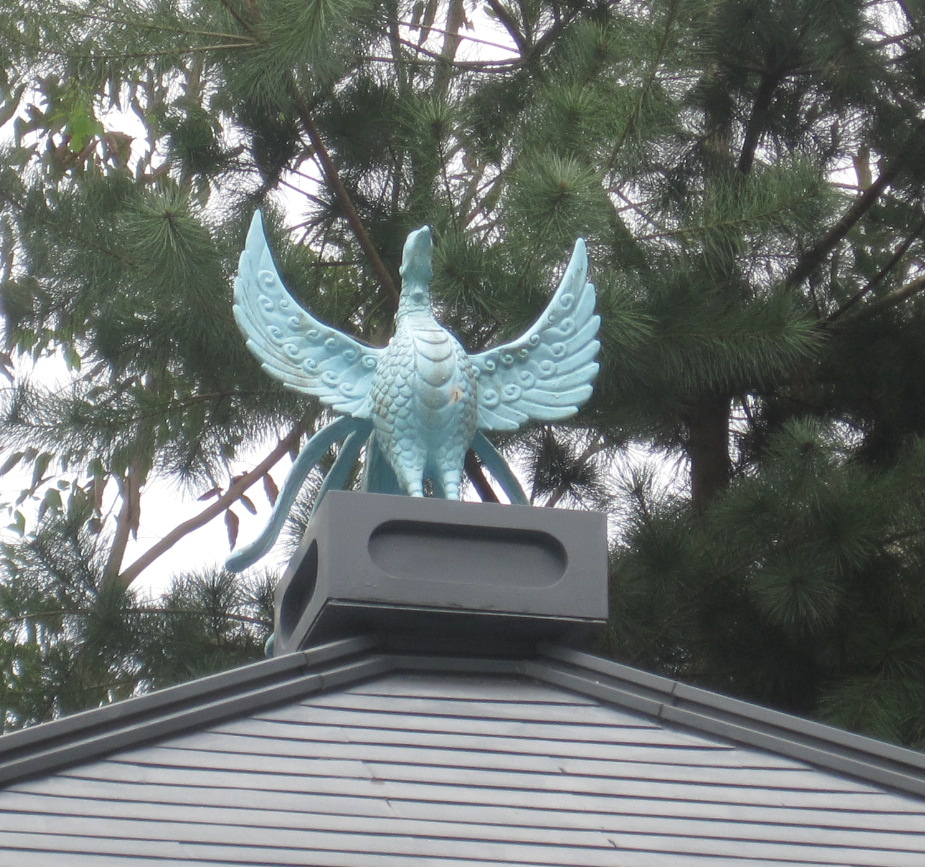
屋頂銅製鳳凰裝飾

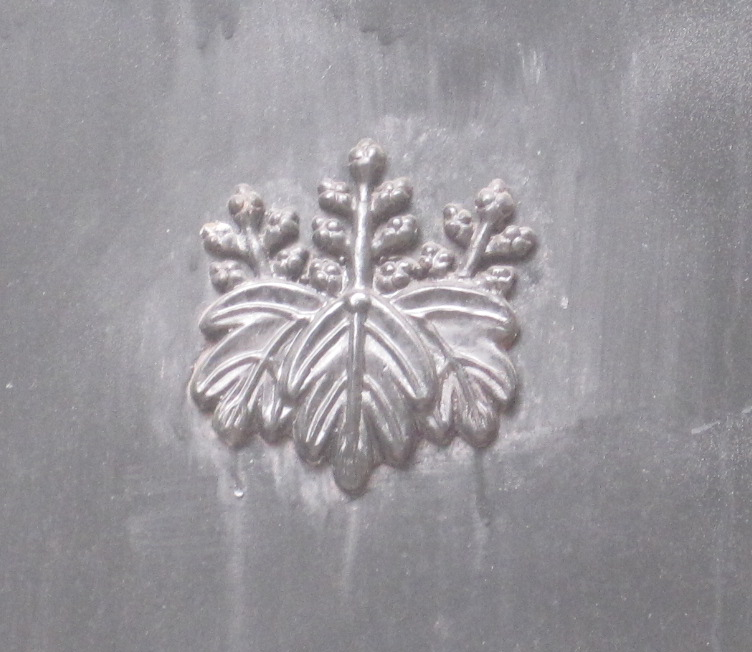
門扇上的桐紋裝飾

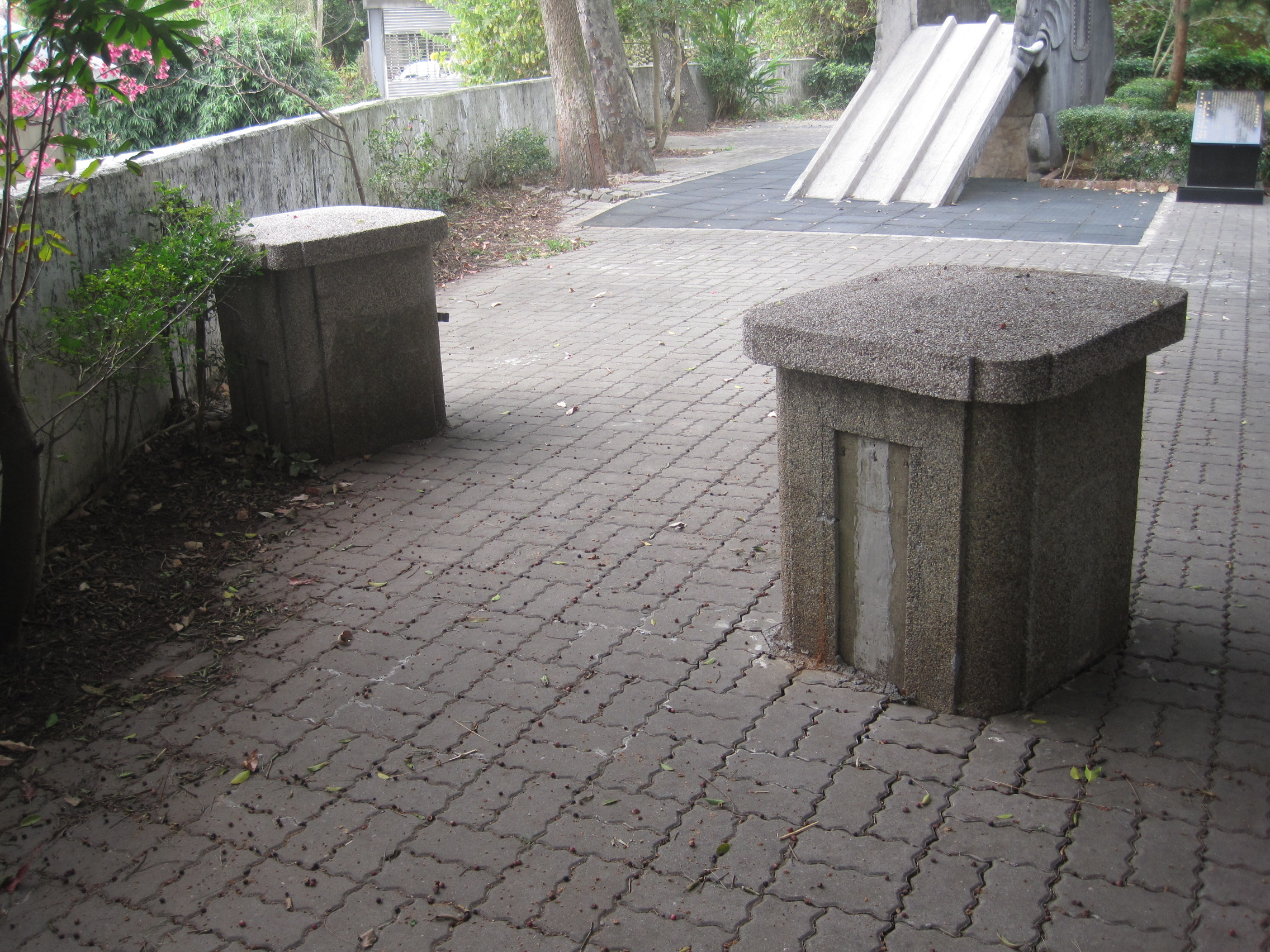
三義建中國小舊校門門柱

建中國小奉安殿位於臺灣苗栗縣三義鄉建中國小內，是該校在臺灣日治時期所建來供奉「教育敕語」與「御真影」（日本天皇夫妻相片）的奉安殿。該建築在民國九十一年（2002年）9月17日公告為苗栗縣歷史建築。

## 沿革
奉安殿所在的苗栗縣立三義鄉建中國民小學前身是明治三十七年（1904年）創立的銅鑼灣公學校三叉分校，後於大正九年（1920年）獨立為三叉公學校，二次大戰後於民國三十九年（1950年）改為建中國民學校，民國五十七年（1968年）改為建中國民小學。
根據勅語奉安所石碑，此奉安殿可能建於日治昭和三年（1928 年），國民政府來台後，把四周牆壁打通，只剩下像涼亭的建物。早期建中畢業校友根本不知道奉安殿為何物，也不知其歷史價値。恰逢百週年校慶時地方士紳同心協力，將奉安殿復舊，才成了現今看到的樣貌。奉安殿前曾有石碑，以砂岩切割雕刻而成，正面刻有「勅語奉安所」以及「昭和三年三月三十一日竣工」等字樣。此石碑在戰後流落在校外的水溝邊，被村民當作洗衣板使用近七十年。在奉安殿修復前夕，被三義分駐所的警察在巡邏時發現。送回建中後短暫安置在殿前，而後因為怕被破壞而將石碑收入奉安殿內，目前保存狀態良好。
奉安殿作為日本軍國主義的象徵，在台灣大多被拆毀。頂多只有一些較小的奉安櫃（與奉安殿相同用途的保險櫃）留存，如臺中一中、中山女中、士林國小等學校。奉安殿建築全台僅存三座（花蓮壽豐鄉福德宮、新化國中奉安殿、建中國小奉安殿）。其中建中國小的是規模最大、最華麗且保存完整者，足以彰顯其珍貴歷史意義。之所以能留存至今，除了其構造堅固不易拆除外，建中國小在戰後曾將校門更改位置，原本是學生上放學必經之地的奉安殿從校門口正前方頓時成為最角落的位置（現今奉安殿前仍保留當年的校門門柱，但當年的階梯被填平），平常鮮少有人經過，而能倖存至今未被拆除，在公告為苗栗縣歷史建築後，三義建中國小奉安殿於民國九十二年（2003年）5月修復完成。
但是現今奉安殿內部並未對外開放，遊客僅能在外部欣賞外觀，由建中國小斜坡上去進入側門後左轉，穿過餘蔭亭及資源回收場即可抵達在活動中心後方的舊校門柱、大象溜滑梯及奉安殿。

## 軼聞
關於奉安殿附近因為平時人煙稀少，且奉安殿平時皆不會開放而增添了許多神秘感。因此學生之間常有許多傳說：如半夜十二點大象溜滑梯會自己走動。也有學生在 2014 年製作奉安殿裡面有什麼 （页面存档备份，存于）影片放在 YouTube 上，顯示學生對他的好奇心。

## 建築
奉安殿位於舊校門與校舍間，座西朝東，過往學生每日上下學經過時須駐足並行最敬禮。其建材為鋼筋混擬土，外面施以洗石子，而屋頂為四角攢尖，覆蓋著銅片，尖頂上則安置著鳳凰，東面設門，黑色門扇上則有五七桐紋裝飾，是只有皇族才可以使用的圖騰。奉安殿内正面牆壁上掛有日本明治天皇夫婦的御真影，其前方有一張梧桐木的桌子，桌上有錦盒，盒中有一份教育敕語，於元日、紀元節（2月11日）、天長節（昭和天皇生日 4月29日）、明治節（明治天皇生日 11月3日）取出，由校長向全校師生宣讀，宣讀時師生皆要低頭仔細恭敬的聆聽。桌子正中央刻有日本國花 16 瓣菊花，左右兩邊各刻一支鳯凰，因梧桐是好木，故有良禽擇木而棲之意。此外由於日本戰敗後御真影及教育敕語皆已經運回日本銷毀，現今奉安殿內為仿製的複製品。其具體內部樣式可參閱以下影片 （页面存档备份，存于）（4:09 處開始）。